# Sooke Mountain Provincial Park
Der Sooke Mountain Provincial Park ist ein 450 ha großer Provinzpark im kanadischen British Columbia. Der Park liegt etwa 8 Kilometer nordnordwestlich von Sooke im Capital Regional District auf Vancouver Island.
Bei dem Park handelt es sich um ein Schutzgebiet der Kategorie II (Nationalpark), mit dem namensgebenden und 524 m hohen Sooke Mountain als höchstem Punkt im Park. Der Park liegt östlich des Sooke Potholes Provincial Parks.

## Geschichte
Wie bei fast allen Provinzparks in British Columbia gilt auch für diesen, dass er lange bevor die Gegend von europäischen Einwanderern besiedelt oder sie Teil eines Parks wurde Jagd- und Fischereigebiet verschiedener Stämme der First Nations, hier der T'sou-ke, war.
Der Park wurde am 25. Juni 1928 gegründet und gehört damit zu den zehn ältesten der Provincial Parks in British Columbia.